# Meron-pan

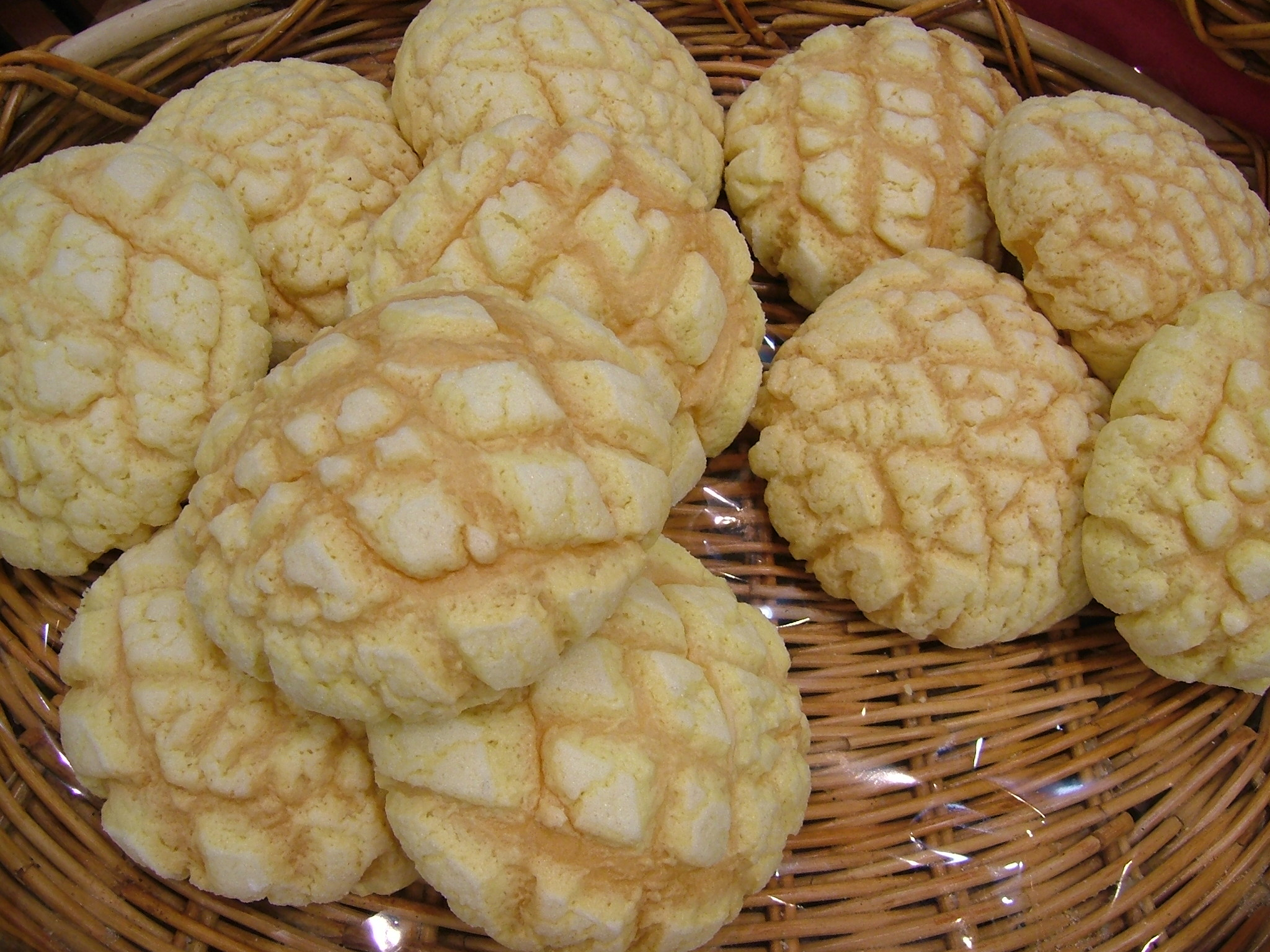
Meron-pan.

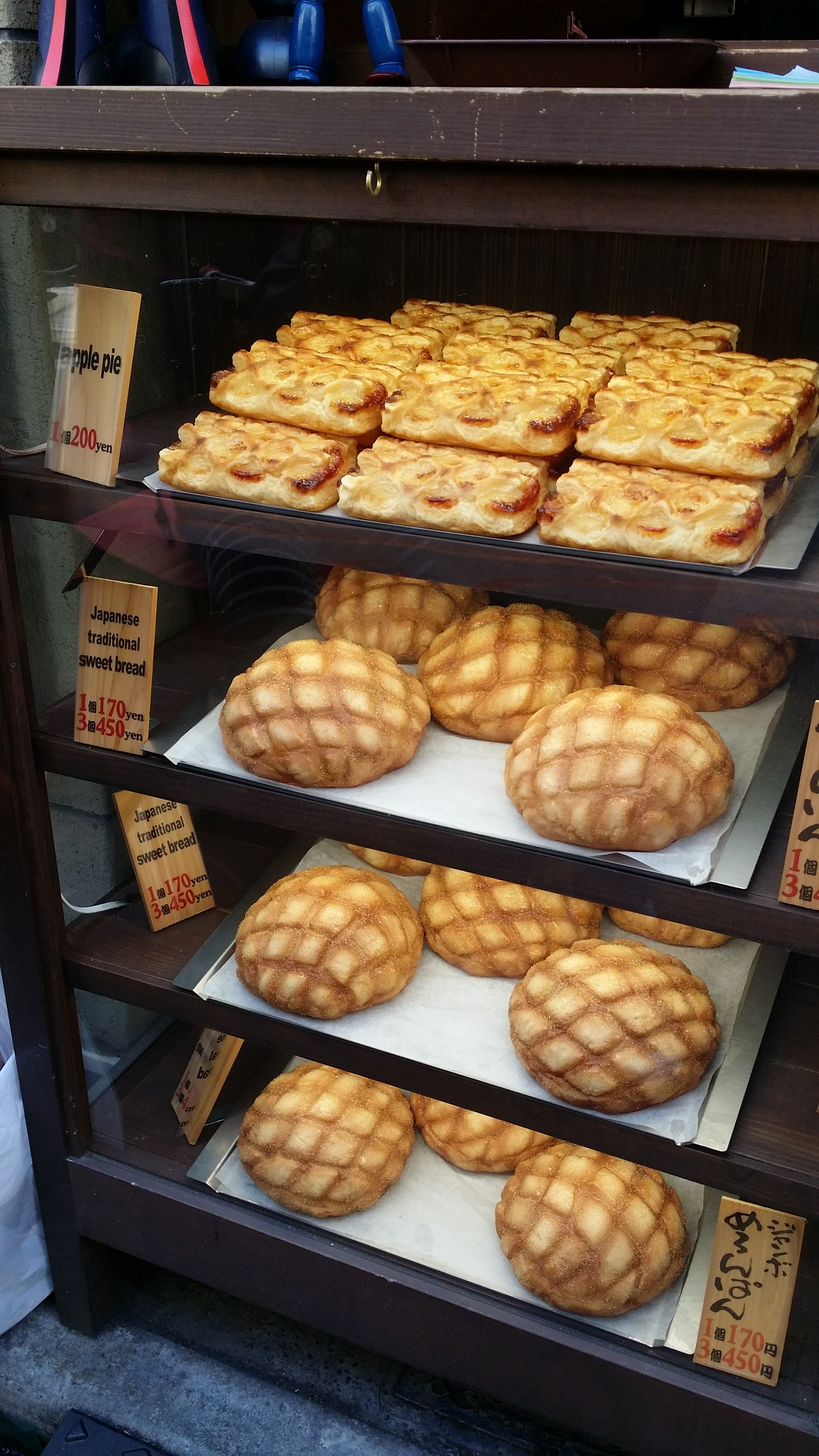
jumbo Melonpan(Asakusa)

O Meron-pan (メロンパン), eventualmente grafado como Melon-pan ou pão de melão é um pão doce típico japonês. É um pão macio, redondo com cobertura semelhante a bolo. A massa do pão é levemente adocicada e é envolta por uma camada crocante que preserva a umidade. Assemelha-se a um melão por sua aparência, mas tipicamente, não tem sabor de melão (embora às vezes seja adicionada essência de melão para realçar o aroma). Há  uma variação que consiste em colocar pedaços de chocolate entre a camada do bolo e a camada do pão.